# 恰喀拉语
恰喀拉语（Chinese Kyakala）是一种已灭绝的满-通古斯语系语言，曾分布在中国东北地区。恰喀拉语曾经是一种活跃的语言，但是在20世纪初期逐渐被满语和汉语同化。由于该语言灭亡时间过早，所以有关的细节信息基本未被留存。

## 记录
恰喀拉语的详细记录可见穆晔骏 & 马文业 (1983);穆尔察安布隆阿 & 穆尔察依凌阿 (1983);穆尔察晔骏 & 孟慧英 (1986);、穆晔骏 (1987)。
较晚的详细记录有谷长春 (2018);Hölzl (2018);及Hölzl & Hölzl (2019).